# Termitoblatta bifida
Termitoblatta bifida är en kackerlacksart som beskrevs av Rehn, J. A. G. 1922. Termitoblatta bifida ingår i släktet Termitoblatta och familjen småkackerlackor. Inga underarter finns listade i Catalogue of Life.